# Cotacachi (canton)
Pour les articles homonymes, voir Cotacachi.
Le canton de Santa Ana de Cotacachi, ou Cotacachi, est l'un des cantons de la province d'Imbabura, en Équateur.

## Géographie et climat
Le canton de Cotacachi occupe une surface de 1 829 km2 répartie sur plusieurs étages de végétation, de l'étage nival du sommet du Cotacachi (4 939 m) à la forêt tropicale humide dans les zones basses du canton, proches de l'Océan Pacifique (l'altitude minimale du canton est autour de 200 m). La zone andine, la plus peuplée, se situe sur les pentes du volcan Cotacachi, et bénéficie de températures tempérées (maximales entre 15 et 20 °C). C'est dans cette zone que se situe la zone urbaine de Cotacachi ainsi que la plupart de la population rurale, tandis que la zone basse (Intag), a un climat subtropical ou tropical avec des températures beaucoup plus élevées, entre 25 et 35 °C.

## Population

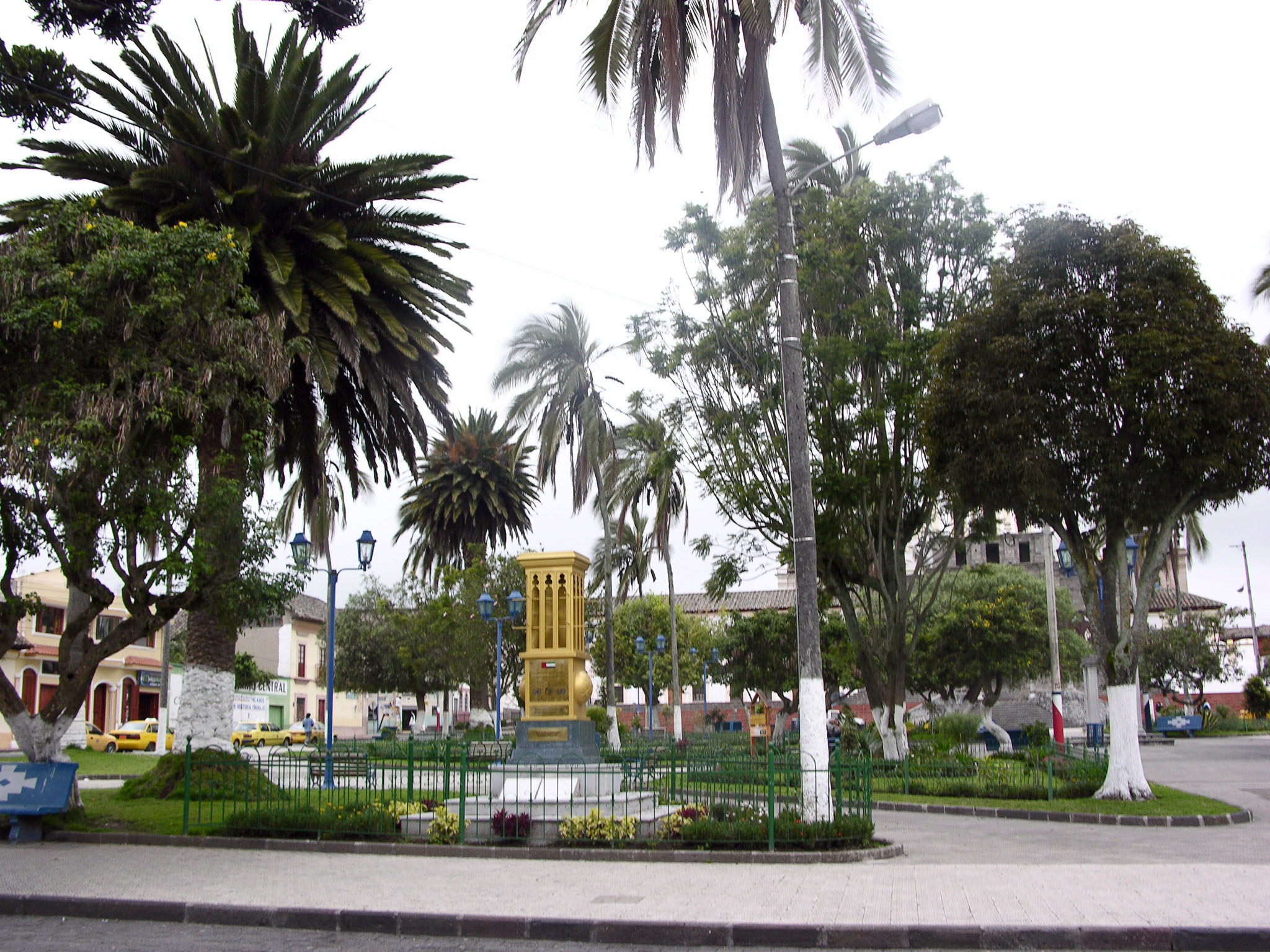
Place principale de Cotacachi

La population totale du canton de Cotacachi est de 37 000 habitants, dont 7 800 dans la zone urbaine de Cotacachi, le reste dans les zones rurales. Le chef-lieu de ce canton est la ville de Cotacachi, située au pied du volcan du même nom. Le canton compte une importante population indigène (37 % de la population totale), principalement de l'ethnie Otavalo.

## Politique
Deux maires d'origine indigène ont dirigé Cotacachi de 1996 à 2014, tout d'abord Auki Tituaña (Pachakutik), de 1996 à 2009, puis Alberto Anrango (Alianza País), de 2009 à 2014. À la suite des élections municipales de 2014, c'est Jomar Cevallos (Cotacachi vivir bien - Ally Kawsay / Avanza (es)) qui prend la tête du canton.